# Relax, Take It Easy
Relax, Take It Easy è un singolo del cantautore britannico Mika, pubblicato per la prima volta il 2 ottobre 2006 in formato 12" Maxi e CD Maxi e ripubblicato il 15 giugno 2007 come secondo estratto dal primo album in studio Life in Cartoon Motion.

## Descrizione
Durante la puntata di Stasera casa Mika del 21 novembre 2017, il cantante ha rivelato di aver scritto il pezzo dopo essere sopravvissuto agli attentati di Londra del 7 luglio 2005.
La canzone riprende la linea melodica di (I Just) Died in Your Arms dei Cutting Crew, un successo del 1987, come riportato nei credits dell'album, e mette in particolare risalto la capacità del cantante di usare il falsetto. In Italia il singolo, pubblicato quando ancora Grace Kelly era molto programmata dalle radio e televisioni ed era ancora piazzata discretamente in classifica, è diventato uno dei principali tormentoni estivi, restando in classifica per 28 settimane tra giugno e ottobre.

## Video musicale
Esistono due versioni del video musicale della canzone.
Il primo diretto da Airside, nel 2006, presenta uno sfondo blu con disegni basati sulle canzoni di Mika che contengono personaggi come Lollipop Girl, Big Girl e Billy Brown. Conteneva anche coloratissimi cavi cartoon per gli amplificatori, e in alcune parti conteneva immagini di Mika in un concerto in Europa. Questa versione è stata riprodotta su VH1 in tutto il mondo ed è stata utilizzata per la pubblicazione di Life in Cartoon Motion. 
La seconda versione del video, diretta da Matt Askem nel 2007, è uscita in Gran Bretagna e in alcuni paesi europei per la riedizione del singolo. Essa contiene video e immagini prese dai fan durante i numerosi concerti di Mika, ed è tratta dal suo documentario A Long Way From Home dello stesso anno. La clip ha ricevuto valutazioni elevate su YouTube, sebbene non sia stata inclusa in nessuna versione pubblica dell'artista.

## Tracce
2006
- CD1

1. Relax, Take It Easy – 4:10
2. Billy Brown – 3:14

- CD2

1. Relax, Take It Easy – 4:10
2. Relax, Take It Easy (Ashley Beedle's Castro Vocal Mix) – 6:37
3. Relax, Take It Easy (Acoustic) – 4:18
4. Relax, Take It Easy (Video)

- 7" vinyl

1. Relax, Take It Easy – 4:10
2. Billy Brown – 3:14

- 12" vinyl

1. Relax, Take It Easy (Ashley Beedle's Castro Vocal Mix) – 6:37
2. Relax, Take It Easy (Ashley Beedle's Dub) – 7:08
3. Relax, Take It Easy – 4:10

2007
- CD1

1. Relax, Take It Easy – 3:38
2. Lollipop (Live From L'Olympia Paris)
3. I Want You Back (Live From L'Olympia Paris)
4. Relax, Take It Easy (Dennis Christopher Remix Radio Edit)
5. Lollipop (Fred Deakin's Fredmix)

- CD2

1. Relax, Take It Easy – 3:38
2. Lollipop – 3:43

- USB stick

1. Relax, Take It Easy – 3:38
2. Lollipop – 3:43
3. Relax, Take It Easy (Alpha Beat Remix)
4. Relax, Take It Easy (Frank Musikmix)
5. Relax, Take It Easy (Ashley Beedle's Castro Vocal Mix)
6. Relax, Take It Easy (Live In Paris – Video)
7. Lollipop (16:9 Bunny Action – Video)

## Classifiche

### Classifiche settimanali
| Classifica (2007-15) | Posizione massima |
| -------------------- | ----------------- |
| Austria              | 3                 |
| Belgio (Fiandre)     | 1                 |
| Belgio (Vallonia)    | 1                 |
| Danimarca            | 10                |
| Europa               | 2                 |
| Finlandia            | 14                |
| Francia              | 1                 |
| Germania             | 4                 |
| Irlanda              | 8                 |
| Italia               | 1                 |
| Norvegia             | 2                 |
| Paesi Bassi          | 1                 |
| Regno Unito          | 18                |
| Romania              | 1                 |
| Russia               | 3                 |
| Stati Uniti (dance)  | 14                |
| Svezia               | 26                |
| Svizzera             | 2                 |
| Ucraina              | 78                |
| Ungheria             | 23                |

### Classifiche di fine anno
| Classifica (2007) | Posizione |
| ----------------- | --------- |
| Austria           | 13        |
| Belgio (Fiandre)  | 2         |
| Belgio (Vallonia) | 3         |
| Europa            | 14        |
| Francia           | 8         |
| Germania          | 26        |
| Italia            | 7         |
| Paesi Bassi       | 5         |
| Romania           | 10        |
| Russia            | 2         |
| Svizzera          | 5         |
| Classifica (2008) | Posizione |
| Regno Unito       | 122       |
| Svizzera          | 71        |
| Classifica (2011) | Posizione |
| Ucraina           | 195       |
| Classifica (2024) | Posizione |
| Kazakistan        | 81        |